# Соссюрея серебристая
Соссюрея серебристая (лат. Saussurea pygmaea) — вид многолетних трав семейства Астровые, или Сложноцветные (Asteraceae).

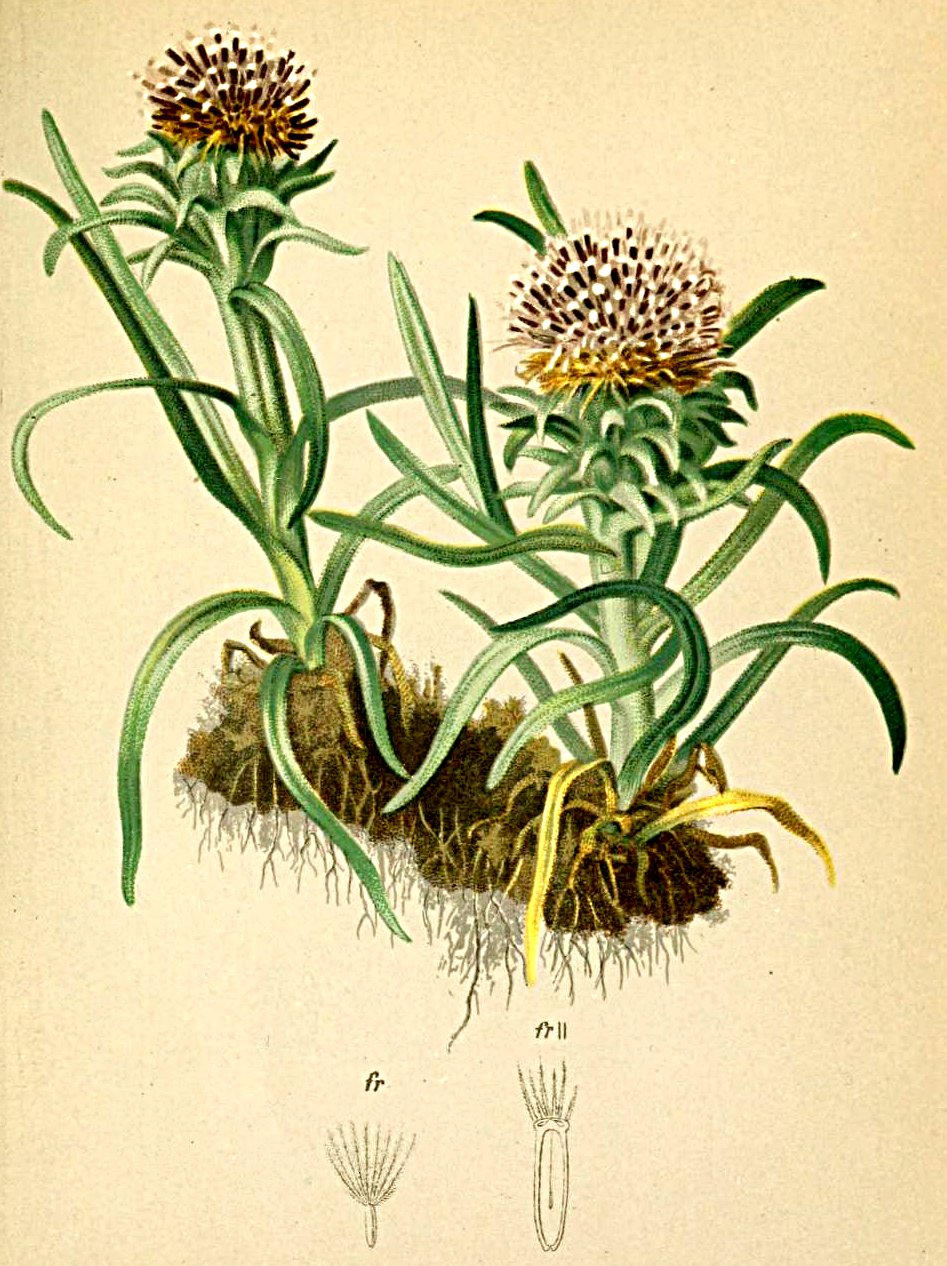
Ботаническая иллюстрация Anton Hartinger из «Atlas der Alpenflora» (1882)

## Распространение
Распространена на сыртах внутреннего Тянь-Шаня, на Киргизском, Алайском и Заалайском хребтах, в Алайской долине.
Общее распространение — горы Средней Азии, Западной Сибири, Алтай, Саяны, Синьцзян, Монголия.
Произрастает в альпийском и нивальном поясах. Образует рыхлые большие дерновины — «ведьмины кольца».

## Ботаническое описание
Многолетник. Образует рыхлые дерновины. Корень многоглавый, деревянистый, с одним, реже двумя — тремя цветоносными стеблями и многочисленными пучками прикорневых листьев. Пучки при основании с тёмно-бурыми влагалищами отмерших листьев и густо мохнатые. Стебли низкие, 5—21 см высотой. Листья бесплодных побегов равны стеблю или короче его, 8—10 см длиной, 1—2 мм шириной, как и стеблевые, линейные, с завёрнутыми краями, туповатые на верхушке, сверху серовато паутинистые, снизу бело-войлочные; верхние стеблевые листья часто длиннее корзинки. Корзинки одиночные, 1—2 см шириной, 1,5—2 см длиной. Листочки обёртки мохнатые, наружные — яйцевидно-ланцетовидные, внутренние — ланцетовидные или линейные.
Цветки розово-фиолетовые. Цветоложе плёнчатое или иногда без щетинок. Придатки пыльников на конце с обильными, длинными курчавыми волосками. Волоски хохолка 11—12 мм, белые или буроватые; наружные — зазубренные, неровные; внутренние — перистые, в 2—2,5 раза длиннее семянки. Семянки 5—6 мм длиной, светлые, с одной стороны выпуклые, заметно ребристые. Цветёт в июле — августе; плодоносит в августе — сентябре.

## Таксономия
Saussurea pygmaea (Jacq.) Spreng., Systema Vegetabilium, editio decima sexta 3: 381. 1826.
Homonym
Saussurea pygmaea Dunn, Journal of the Linnean Society, Botany 39(274): 491. 1911.
Basionym
Carduus pygmaeus Jacq., Enumeratio Stirpium Plerarumque, quae sponte crescunt in agro Vindobonensi 147, 282. 1762.